# Castello d'If
Il castello d'If (in francese château d'If, in provenzale castèu d'It) sorge sulla piccola isola omonima dell'arcipelago delle Frioul, nel golfo di Marsiglia.
È una fortificazione francese sorta tra il 1527 e il 1529 con la funzione di prigione, diventata celebre grazie al romanzo Il conte di Montecristo di Alexandre Dumas padre.

## Storia

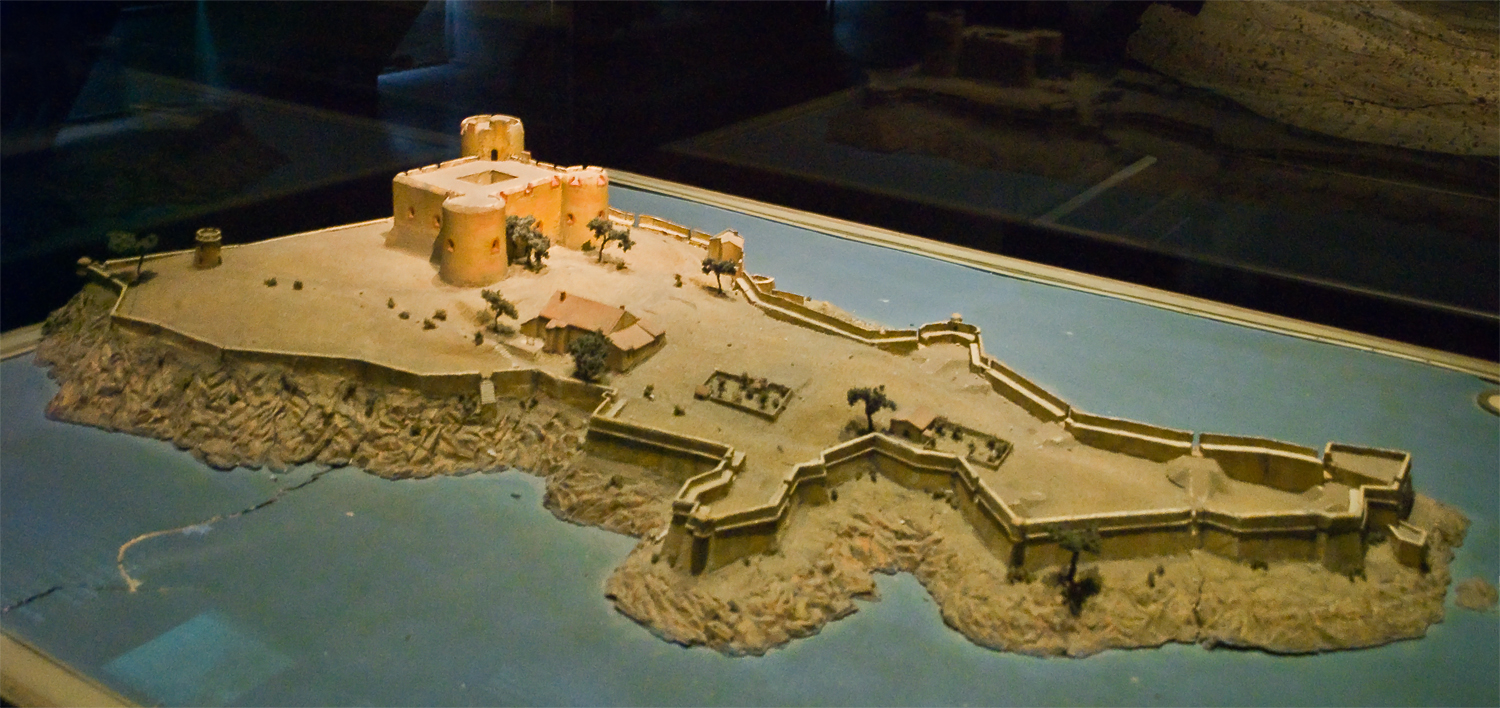
Modellino in scala del castello d'If, del 1681

### La costruzione
La costruzione del castello d'If iniziò a metà aprile del 1527, mentre non si conosce la data precisa della fine dei lavori (si ipotizza il 1529). Pare che alcuni materiali per la costruzione risultino dall'assedio spagnolo di Marsiglia, ma il nesso non è provato.
Il punto di forza della fortezza è la sua collocazione al centro del golfo sulle principali rotte di navigazione del tempo. Probabilmente faceva parte di un progetto per controllare le coste provenzali voluto dal re.

### La prigione

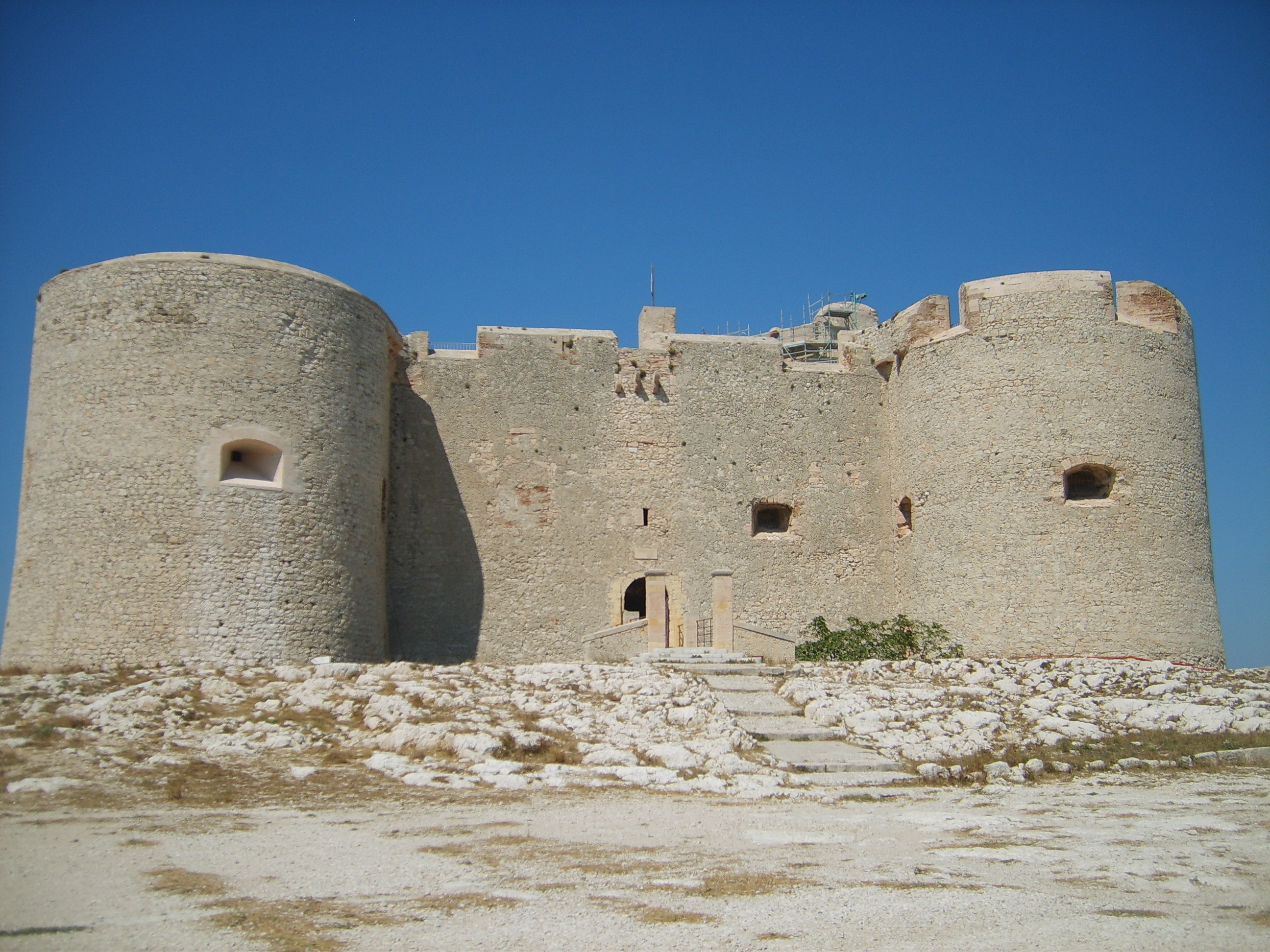
Facciata frontale del castello

I primi detenuti entrarono nel castello d'If nel novembre del 1540 (due pescatori marsigliesi); gli ultimi furono alcuni prigionieri tedeschi durante la prima guerra mondiale.
La prigione si sviluppa su due piani principali: le celle del piano terra, che non erano munite di finestre e avevano condizioni igieniche pessime (la speranza di vita dei reclusi era di appena 9 mesi), e le celle del primo piano, di cui si poteva disporre dietro versamento di una quota mensile (una sorta di affitto). Oltre a essere ben più spaziose, avevano le finestre e un camino.
I prigionieri più famosi del castello d'If furono Jean-Baptiste Chataud, comandante della nave Grand-Saint-Antoine ritenuto responsabile di aver portato la peste a Marsiglia nel 1720; Honoré Gabriel Riqueti de Mirabeau, rinchiuso nel 1774 per volere del padre; Fanny Dillon, sposa del generale Henri Gatien Bertrand, incarcerata nel marzo 1815; il rivoluzionario socialista Auguste Blanqui. La letteratura creò i celebri personaggi di Edmond Dantès e l’abate Faria nel Conte di Montecristo e romanzò le vicende della maschera di ferro, ad esempio nel visconte di Bragelonne.
Dopo la morte durante la campagna d'Egitto del generale Jean-Baptiste Kléber (14 giugno 1800) Napoleone, temendo che la sua tomba diventasse un luogo sacro del repubblicanesimo, ne dispose la sepoltura nel castello. Diciotto anni più tardi Luigi XVIII fece traslare la salma del generale nella sua città natale, Strasburgo.

### Oppositori repubblicani

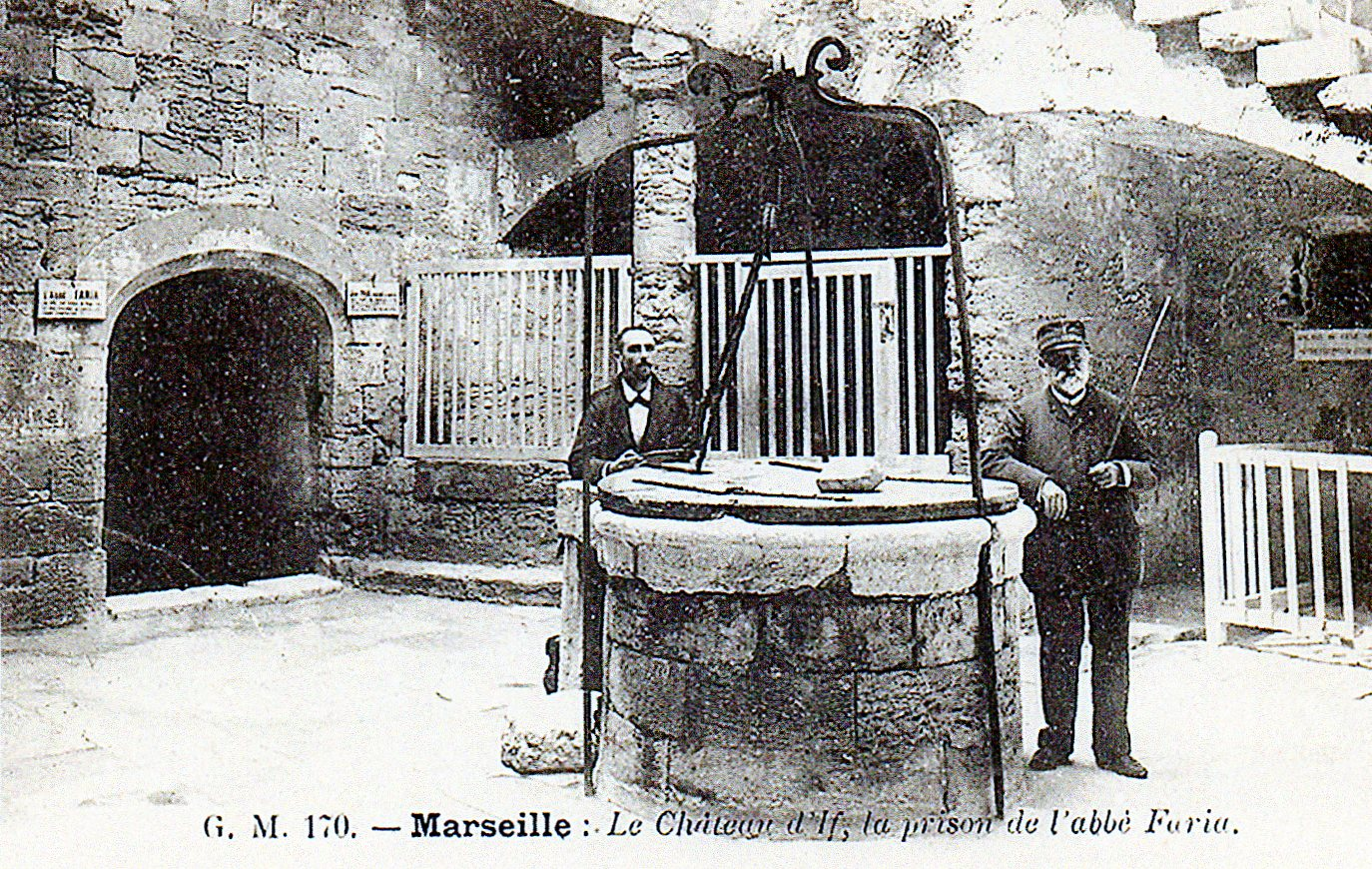
Gli interni del castello in una cartolina dell'inizio del XX secolo

120 prigionieri furono incarcerati nel castello d'If durante la Rivoluzione francese del 1848.
Successivamente, con il colpo di Stato del 2 dicembre 1851 da parte di Napoleone III, 304 prigionieri vi furono rinchiusi provvisoriamente in attesa di essere trasferiti nella prigione di Maison-Carrée in Algeria o quella di Cayenne in Guyana.
Dopo la caduta del Secondo Impero francese sull'isola finirono numerosi altri detenuti, come Gaston Crémieux, fucilato l'anno seguente.
Il castello d'If finì di essere una prigione nel 1915 per diventare un museo e un faro. Tuttora è una meta turistica, raggiungibile grazie a un servizio di navette collegate al porto vecchio di Marsiglia.